# ウルトラトレイル・ワールドツアー
ウルトラトレイルレース・ワールドツアー（英　Ultra-Trail World Tour）は2013年に設立されたウルトラトレイルレースの国際競技。世界中の１０のレースが含まれる。2014年に第一回大会が行われる。日本からはウルトラトレイル・マウントフジが選ばれた。アジア、ヨーロッパ、アフリカ、オーストラリア、アメリカの世界中から、山、砂漠、海岸など多様なコースが選ばれている。

## 現在メンバーとなっているレース
| レース                                 | 国               | 月   |
| -------------------------------------- | ---------------- | ---- |
| Hong Kong 100                          | 中国             | 1月  |
| Transgrancanaria                       | スペイン         | 3月  |
| Tarawera Ultramarathon                 | ニュージーランド | 3月  |
| サハラマラソン                         | モロッコ         | 4月  |
| ウルトラトレイル・マウントフジ         | 日本             | 4月  |
| 100 Australia                          | 豪               | 5月  |
| Lavaredo Ultra Trail                   | イタリア         | 6月  |
| ウェスタンステイツ・エンデュランスラン | 米国             | 6月  |
| ウルトラトレイル・デュ・モンブラン     | 仏、伊、スイス   | 8月  |
| Grand Raid                             | 仏               | 10月 |

## レースに選ばれるための条件
- 最低100ｋｍの距離
- 少なくとも500人以上が参加する規模
- 最低20国以上からの参加
- 最低2回以上開催

## ランキング
完走者にはレース毎にポイントが与えられ、三つのベストレースの結果の一年間の総合点を競う。毎年、男性、女性のチャンピオンが選ばれる。